# República de Madawaska
La República de Madawaska fue un pequeño estado no reconocido situado al noroeste del Condado de Madawaska (Nuevo Brunswick) y áreas adyacentes del Condado de Aroostook (Maine).
La palabra "Madawaska" proviene de las palabras Mi'kmaq "madawas" (puercoespín) y "kak" (sitio). Así, Madawaska significa "el país de los puercoespines". El Río Madawaska, afluente del Río San Juan, atraviesa la región.

## Historia
La república de Madawasca fue creada en 1827, años después de la firma Tratado de París, entre Estados Unidos y Reino Unido. El tratado establecía la frontera entre Estados Unidos y Bajo Canadá, aunque de una manera muy imprecisa.